# Tapa (Estonie)

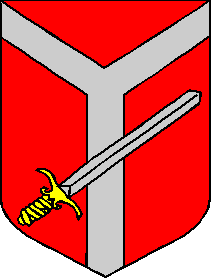
Blason de Tarpa

Tapa (officiellement avant 1920 : Taps, en allemand) est une ville d’Estonie dans la région du Viru occidental, chef-lieu de la commune de Tapa. Cette ville du nord-est du pays est à la jonction des lignes de chemin de fer Tallinn-Narva (ouest-est), qui continue à Saint-Pétersbourg, et Tallinn-Tartu-Valga (nord-sud). Tallinn se trouve à 77 kilomètres. Sa population était de 6 505 habitants au 1er janvier 2007. Elle est traversée par la Valgejõgi à l'est. 

## Histoire
La naissance de la ville est due à l’ouverture de la ligne de chemin de fer de Reval (ancien nom de Tallinn) à Saint-Pétersbourg à l’époque de l’Empire russe, le 24 octobre 1870. La liaison de Taps (ancien nom de Tapa) à Dorpat date de 1876. La ville tient son nom du domaine seigneurial de Taps dans lequel elle se situe et est nommée officiellement Tapa en 1920, plus d’un an après l’indépendance de la république estonienne. Elle acquiert le statut de ville en 1926.
La ville est habitée par de la main d’œuvre attirée par le chemin de fer et la création de la gare ferroviaire en 1870. Aussi en 1922, Tapa compte déjà 2 398 habitants. Elle accueille une garnison depuis les années 1930, devenue ensuite soviétique. La ville avait 10 400 habitants en 1989, dont 3 860 Estoniens. Les troupes russes, anciennement soviétiques, quittent Tapa en 1993, provoquant le déclin de la ville. Des mesures structurelles ont permis depuis quelques années à l’économie de la ville de se maintenir. La présence militaire est encore forte avec la Base militaire de Tapa et la Base aérienne de Tapa.

## Monuments
- Église luthérienne-évangélique Saint-Jacques datant de 1932

## Culture
- Musée de Tapa retraçant l’histoire de la ville